# Владислав Опольсько-Ратиборський
Владисла́в I (пол. Władysław I; бл. 1225 — 1281/1282) — князь Каліський в 1234–1244 роках, Велюнський (1234—1249), Опольсько-Ратиборський (1248—1281/1282). Представник роду Верхньосілезьких П'ястів. Син опольського князя Казимира I та його дружини Велеслави (Віоли).

## Імена
- Володисла́в I, або Владисла́в І (пол. Władysław I) — у польській історіографії, з тронним номером.
- Володисла́в Опо́льський (пол. Władysław Opolski) — за назвою князівства.
- Володисла́в Опольсько-Ратиборський

## Біографія
Походив із роду Сілезьких П'ястів. Другий син Казимира I, князя Опольсько-Ратиборського, і Велеслави з болгарської династії Асенів. Народився близько 1225 року. У 1230 році після смерті батька разом зі старшим братом Мешком II успадкував родинні володіння. Втім до 1239 року через малолітства обох братів князівством управляли їх мати і Генрик І Бородатий, князь Сілезії.
У 1234 році разом з братом отримав в спільне володіння від Генрика I частину Великопольщі — Калізьке князівство і Велюнський повіт. У 1239 році після поділу володінь Владислав залишив собі Каліське князівство і Велюнську землю, братові дісталося Опольсько-Ратиборське князівство. У 1244 і 1249 роках Владислав втратив володіння у Великій Польщі.
У жовтні 1246 роки після смерті свого брата успадкував Опольського-Ратиборське князівство. З самого початку вирішив спиратися на місцеве духівництво, ордени ченців та міста. З цієї метою став засновників багатьох монастирів, зокрема домініканців в Ратиборі, цистерціанців в Рудах, францисканців у Водзіславі і Глогувеку, бенедиктинців в Орлові. також надано магдебурзьке право містам Битом, Глівіце, Люблінець, Освенцим, Водзіслав, Жори.
У 1253 році став союзником Пшемисла I, князя великої Польщі. Останній в свою чергу був союзником Угорського королівства (там тоді панував Бела IV). Їм протистояла коаліція Богемського королівства (Оттокар II) і Вроцлавського князівства (Генріх III Білий). У 1254 році вдерся до земель останнього, допомагаючи походу Пшемисла I, що атакував Генріха III з півночі. Проте союзники не здобули значних успіхів. З огляду на це 1255 року Владислав Опольсько-Ратиборський перейшов на бік короля Оттокара II.
У 1260 році князь Владислав на боці короля Оттокара II брав участь у битві під Кресенбрунном, де угорське військо зазнало поразки. У 1262 році на з'їзді в Данкові Владислав Опольсько-Ратиборський намагався переконати верховного князя польського Болеслава V Сором'язливого і Болеслава Побожного, князя Великої Польщі, перейти на бік Богемії. Але недосяг жодного успіху.
У 1273 році отримав підтримку з боку Оттокара II як претендент на трон верховного князя Польського. У червні того ж року в битві під Богусіном, в околицях Олькуша, Володислав I Опольський зазнав поразки від Болеслава V Сором'язливого. У 1274 році вимушений був укласти мирний договір Болеславом V. Владислав Опольсько-Ратиборський відмовився від претензій на краківський трон, а верховний князь Польщі поступився йому спірними прикордонні місцями від Хшанува до міжріччя Скави і Скавинки.
У 1278 році після загибелі короля Оттокара II в битві під Дюрнкрутом князь Владислав здійснив похід на Опавське володіння, прагнучи приєднати до своїх володінь, але зазнав поразки. У 1281 році Владислав у Відні замирився з новим богемським королем Вацлавом II. Водночас уклав союз з Генриком IV Праведним, князем Вроцлавським, який одружився з донькою князя Владислава.
Помер у 1281 або 1282 році. Поховано удомініканськомумонастирі міста Ратибор. Землі Опольсько-Ратиборського князівства було поділено між синами князя Владислава.

## Родина
Дружина — Евфімія, донька Владислава Одонича, князя Великої Польщі
Діти:
- Мешко (1252/1256— 1315), князь Тешинський
- Казимир (1253/1257 — 1312), князь Битомський
- Болеслав (бл. 1258—1313), князь Опольський
- Констанція (1256/1265 — 1287/1288), дружина Генрика IV Праведного, князя Вроцлавського
- Пшемислав (1268—1306), князь Ратиборський